# Miguel Thodée
Miguel Thodée o Miguel Thodde (Puerto Cabello, estado Carabobo, Venezuela, 20 de septiembre de 1926-Ocala, Florida, Estados Unidos, 8 de noviembre de 2003) fue un narrador deportivo y periodista de opinión venezolano.
Huérfano de humilde origen, conoce temprano la vida como vendedor de empanadas en la encrucijada de Puerto Cabello. Crece en Taborda, y con mucho esfuerzo se muda a Maracay, donde comienza su carrera periodística de la mano del ícono deportivo Herman "Chiquitin" Ettedgui quien se convierte en su mentor; brindándole la primera oportunidad a finales de la década de los años 40 en un diario de provincia. El año siguiente logra obtener el título de periodismo nacional como periodista novato del año.
Posteriormente se convierte en locutor y por esas cosas del destino, al hacerle una suplencia forzada al consagrado narrador deportivo Pancho Pepe Cróquer en el entonces circuito radial del equipo de baseball Caracas BBC (Leones) y sin tiempo para lograr la anuencia de su fundador Pablo Morales o el Negro Prieto. Inmediatamente, su carrera como narrador deportivo surge lo suficiente como para ser contratado e irse a los Estados Unidos para transmitir por primera vez para Venezuela una serie de béisbol entre los Yankees de Nueva York y los Medias Rojas de Boston. Tras una seguida cadena de éxitos es contratado por Gonzalo Veloz Mancera para la nueva estación de Televisión Comercial Televisa (canal 4). Allí se consagra por su actuación como narrador de la lucha libre dirigida por el profesor Heney Awed. Se convierte en figura del canal donde llegó a tener hasta once programas a la semana, tanto de concurso y variedades como deportivos.
Durante estos años y en su búsqueda de patrocinantes para sus proyectos deportivos hace una amistad que le cambiaría la vida. Su amigo y Director del Instituto Nacional de Deportes contralmirante Wolfgang Larrazábal Ugueto de la noche a la mañana se convierte en Presidente de la República de Venezuela y confía a él la dirección del canal oficial Televisora Nacional canal 5 premiando así su respaldo por haber sido el primer locutor de la Junta de Gobierno durante los difíciles días posteriores a la salida del expresidente de la República de Venezuela, el general Marcos Pérez Jiménez. Fue su voz la primera en aparecer después de los sucesos, presentando las nuevas autoridades al país en cadena nacional. Durante su pasantía como director del Canal 5 trajo al país distintas series y famosas comiquitas entre las cuales figuran Superman y las tiras cómicas Huckelberry Hound, el Oso Yogui, etc.
El gobierno democrático de Rómulo Betancourt nombra un nuevo director de la televisora nacional y en ese momento Thodde vuelca todo su enfoque en la política siempre con la figura de su amigo Larrazábal por delante. Funda conjuntamente con Jorge Dager, Ángel Zambrano y otras personalidades Fuerza Democrática Popular (FDP) partido que apoyaría a Larrazabal en varias elecciones. El partido FDP logra por acomodos políticos que sea nombrado director general y jefe de Relaciones Públicas del Instituto Nacional de Hipódromos durante la administración de Francisco Flamerich y unos años más tarde secretario general del Concejo Municipal del Distrito Sucre (Petare).
Durante esa época fue un asiduo de las canchas de boliche deporte que se imponía en el antiguo Club Casablanca (actual Hermandad Gallega) y luego del Bowling del Este y El Pin 5 llegando a jugar la primera categoría y posteriormente fundar la Asociación de Boliche del Estado Miranda. Luego de numerosas decepciones en la política vuelve a la pantalla chica como productor independiente en un nuevo canal lanzado por los hermanos Espina fundadores de Radio Caracas Televisión con un programa show de variedades "Todo en TV con Miguel Thodde". El canal tiene problemas de flujo de caja y deja de operar. Es entonces cuando decide volver a lo básico logrando entonces los derechos para la transmisión de los Juegos Centroamericanos y del Caribe haciendo dúo con su entrañable amigo Amilcar "Kiko" Gómez fundador de la Liga Venezolana de Baloncesto y es quien origina el seudónimo de "El Narrador de La Verdad". Unos de los oyentes de estos juegos resultó ser el famoso empresario Rafito Cedeño. Este, le extiende un contrato para la transmisión de todos los eventos promovidos por él, especialmente el boxeo. Con el apoyo de entes públicos y privados como patrocinadores, el boxeo se convierte en el gran trampolín. Aprovechando su experiencia internacional, el espectáculo boxístico cobra vigor y las oportunidades para los boxeadores Venezolanos abundan gracias a la afinidad de Cedeño con los directivos del CMB Consejo Mundial de Boxeo el profesor Ramón G. Velásquez y su  presidente Jose Sulaimán. En los años 70, se hace voz de Radio Caracas Televisión y del Canal 8 simultáneamente, transmitiendo combates en ambos canales donde se destacó narrando no solo el boxeo, sino también béisbol profesional. Particularmente de ese periodo se recuerda la transmisión radial de la pelea por el título mundial del peso mosca que libró el campeón Betulio Gonzalez contra el Tailandés Berenice Borkosor pelea, abandonada por Betulio en sus postrimerías y donde Thodde fue muy duro en sus comentarios tanto, que fue declarado persona non grata en el Zulia. Una vez revisado el video, le fue dada la razón a Thodde y en desagravio se le hizo un homenaje en el Concejo Municipal del Zulia. Su gran amigo libretista del show de Joselo Enrique Menendez Bardon tomo la idea de utilizar al personaje "Canuto" y popularizar el pega Betulio,pega Betulio, se cayó Betulio. Comentario que nunca hizo Thodde pero que se convirtió en leyenda popular por la inmensa sintonía del show de Joselo.
En 1978, varios organismos deportivos como el Instituto Nacional de Hipódromos y la Liga Venezolana de Béisbol Profesional deciden rescindir de su relación con Radio Caracas Televisión. Motivo por el cual, ese año firmó contrato con Venezolana de Televisión. En este último canal, Miguel permaneció como periodista deportivo hasta 1987.
Nunca cesó su pasión por el periodismo: fundó la revista Hipódromo, la cual vendió a su tío Miguel Ángel Capriles, y posteriormente desarrollo la exitosa agencia de publicidad Miguel Thodde & Asociados. Fueron sus columnas periodísticas en los diarios El Mundo, Últimas Noticias y 2001 de las más leídas en el país, identificándose con el grupo de la Cadena Capriles y luego con el grupo editorial De Armas. Sus frases quedaron sembradas en el idioma de Venezuela siendo "Señores buenas noches" la de mayor reconocimiento utilizándola cuando un boxeador a su parecer estaba, aunque no luciera así, vencido en el combate. Siempre fue reconocido por su generosidad y su concepto de la amistad. Hizo periodistas a extraordinarias figuras de los medios impresos y entregó el micrófono entre otros a Carlos Alberto Hidalgo, Luis Enrique Arias,"Beto" Perdomo y otros más.

## Últimos años
Ya retirado de la televisión, a finales de los años 80 decide acompañar a su otrora adversario político Carlos Andrés Pérez cuando a este, su partido AD, le cierra el paso hacia una nueva cantidatura. En su artículo/entrevista "Con Carlos Andrés a 20.000 pies" consigue el lado humano del presidente quien le ofrece su amistad y le hace muy cercano y de confianza en muy poco tiempo. El presidente Pérez le pide su contribución nombrándole Presidente del Instituto Autónomo Aeropuerto de Maiquetia donde hace una reconocida labor cuyos logros incluirían el cobro directo de la tasa Aeroportuaria y del impuesto fiscal de salida por las líneas aéreas y la entrega de todos los aeropuertos nacionales a las regiones respectivas incluyendo Maracaibo, Margarita etc. Su gran pasión fueron sus amigos, el tango y los caballos de carrera siendo su stud El Pulpo ganador de más de 100 carreras en Venezuela, Argentina y Estados Unidos. Deja de existir el 8 de noviembre de 2003 en Ocala, Florida. Estados Unidos rodeado por la estructura familiar por la que tanto luchó: su esposa, hijos y nietos.